# Stadhuis van Brugge

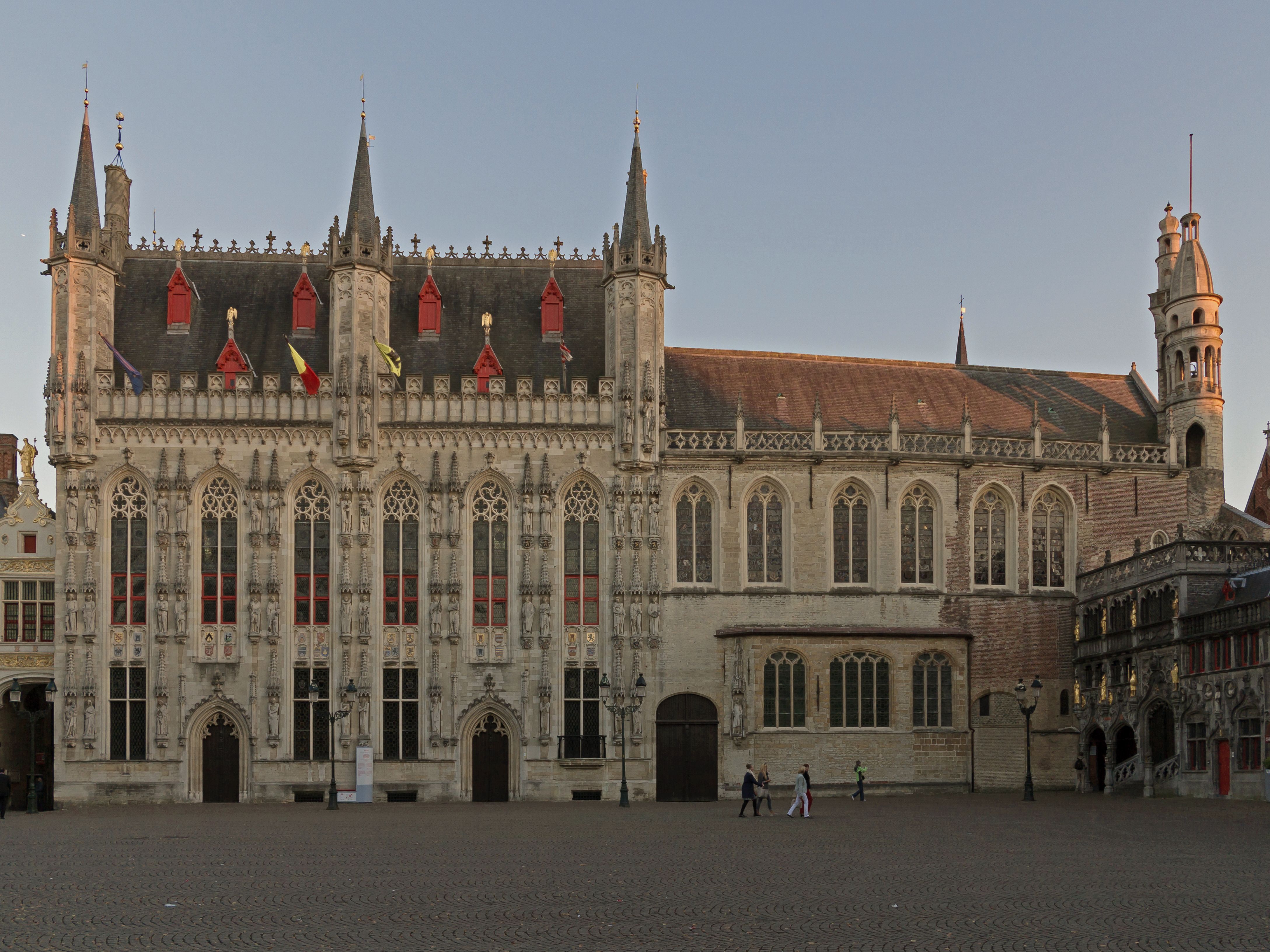
Stadhuis van Brugge.

Het stadhuis van Brugge is een van de oudste stadhuizen in de Nederlanden en is gelegen op de Burg in Brugge. Het is gebouwd in 1376 en afgewerkt rond 1400. Van hieruit wordt de stad sindsdien bestuurd.

## Geschiedenis
Na een brand in het Brugse belfort in 1280 werd het oude ghyselhuus op de Burg, de toen niet meer gebruikte grafelijke gevangenis, de nieuwe vergaderplaats van de stadsschepenen. In 1376 werd het ghyselhuus in opdracht van graaf Lodewijk van Male gesloopt om plaats te maken voor een echt scepenhuus, dat onder leiding van meester-metselaar Jan Roegiers werd opgetrokken en pas in 1421 volledig was voltooid. Het Brugse stadhuis is het eerste monumentale laatgotische raadhuis van Vlaanderen en Brabant, een getuige van de economische en politieke bloei van de stad tijdens de 14e eeuw.
De natuurstenen voorgevel van het oudste gedeelte, dat in de loop van de 16e en 17e eeuw meermaals in zuidelijke richting werd verruimd, inspireerde de architecten van de stadhuizen van Brussel, Gent, Leuven en Oudenaarde en heeft de Brugse burgerlijke architectuur sterk beïnvloed. De beroemde Brugse travee, een gevelnis waarin de boven elkaar liggende vensters van de verschillende verdiepingen zijn gevat, werd hier voor het eerst toegepast.

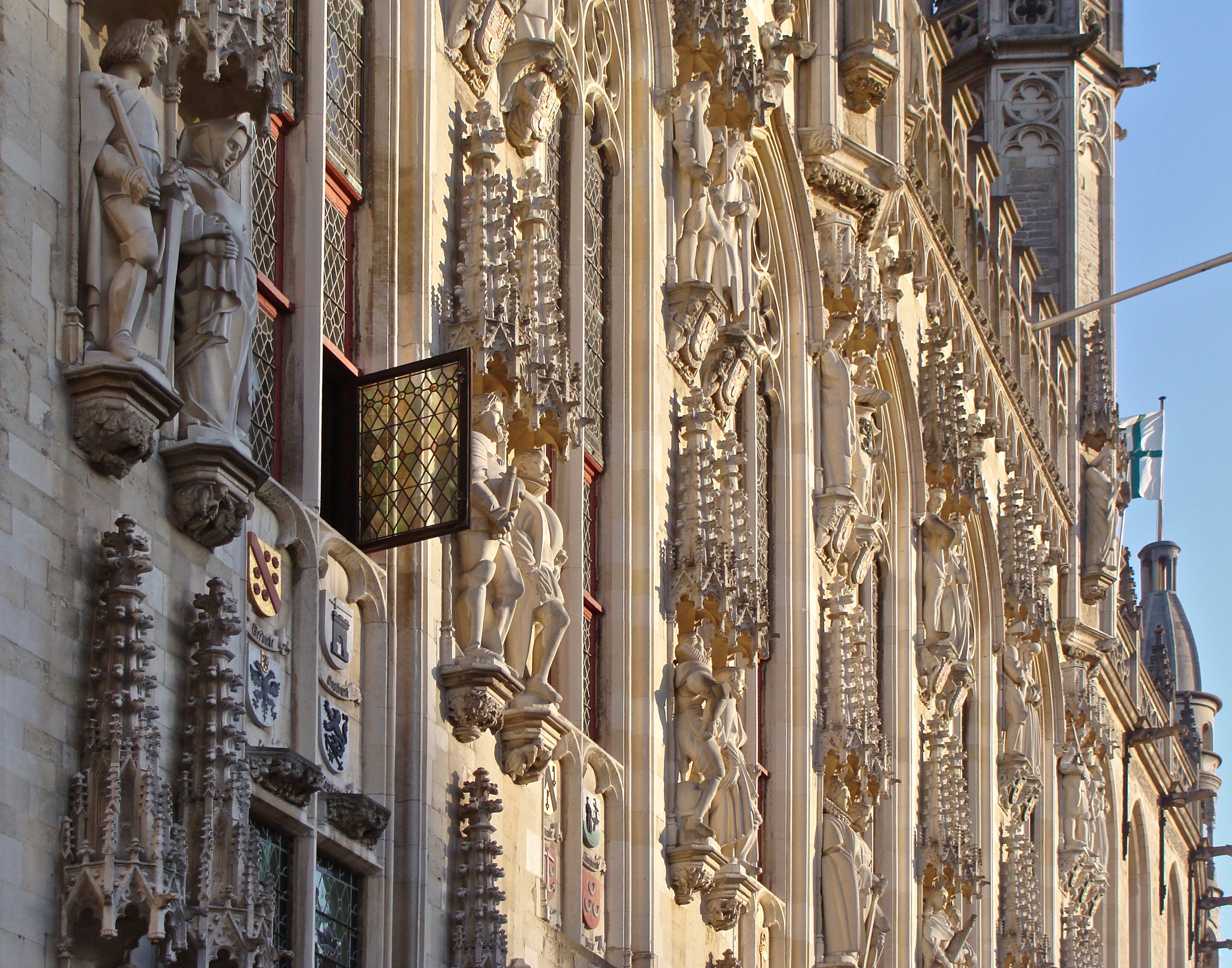
Een detail uit de voorgevel.

Op de muurdammen bevinden zich beelden van historische figuren onder versierde baldakijnen, die meermaals werden vernieuwd. Ze waren onderdeel van het sculpturale programma ontworpen door Jan van Valenciennes. Vooral tijdens de Franse Revolutie werden heel wat originele beelden vernield. Enkele authentieke onderdelen van deze sculpturen bevinden zich in de collectie van Musea Brugge. De gekanteelde borstwering, die de gevel afwerkt, is versierd met erkertorentjes. Het zadeldak wordt verrijkt met een vorstkam en talrijke dakkapellen. In 1766 werd de linkeringang symmetrisch tegenover de rechteringang gebracht. Oorspronkelijk bevond hij zich in de eerste travee.
Na een brand in 1887 was het interieur van het raadhuis er slecht aan toe. Tussen 1895 en 1905 namen architect Louis Delacenserie en kunstenaar Jean-Baptiste Bethune het samen onder handen. De kleine en grote schepenzaal op de bovenverdieping werden samengevoegd, tot wat vandaag gekend staat als de 'gotische zaal'. De rijke versiering van deze ruimte kan concurreren met de decoratie van de voorgevel. Het indrukwekkend dubbel houten hanggewelf werd gerestaureerd en doorgetrokken over de ganse zaal. Het gewelf van de twee oostelijke traveeën is 19e-eeuws. De gewelfsleutels bevatten medaillons en vierlobben met afbeeldingen uit het Nieuwe Testament en van profeten, evangelisten en heiligen. De kraagstenen, die het geheel ondersteunen, zijn versierd met thematische voorstellingen van de jaargetijden, maanden en natuurelementen. Op de wanden werden taferelen uit de Brugse geschiedenis geschilderd door kunstenaar Albrecht De Vriendt. Net als de monumentale pronkschouw zijn dit neogotische toevoegingen. De stenen overwelving van de hal op de gelijkvloerse verdieping, daterend uit 1766, werd in dezelfde periode vervangen door een historiserende houten constructie, ondersteund door vier composiete zuilen die deze zaal in twee beuken verdelen.

## Heden
In de gotische zaal van het stadhuis komt de Brugse gemeenteraad nog maandelijks samen en beloven ook honderden koppels elkaar eeuwige trouw. Het stadhuis is daarnaast ook een museum en valt onder Musea Brugge. Zowel de gotische zaal met muurschilderingen en kleurrijk gewelf, als de historische zaal met een moderne opstelling over de geschiedenis van Brugge, zijn open voor publiek. Ook de benedenverdieping is toegankelijk.

Gotische Zaal
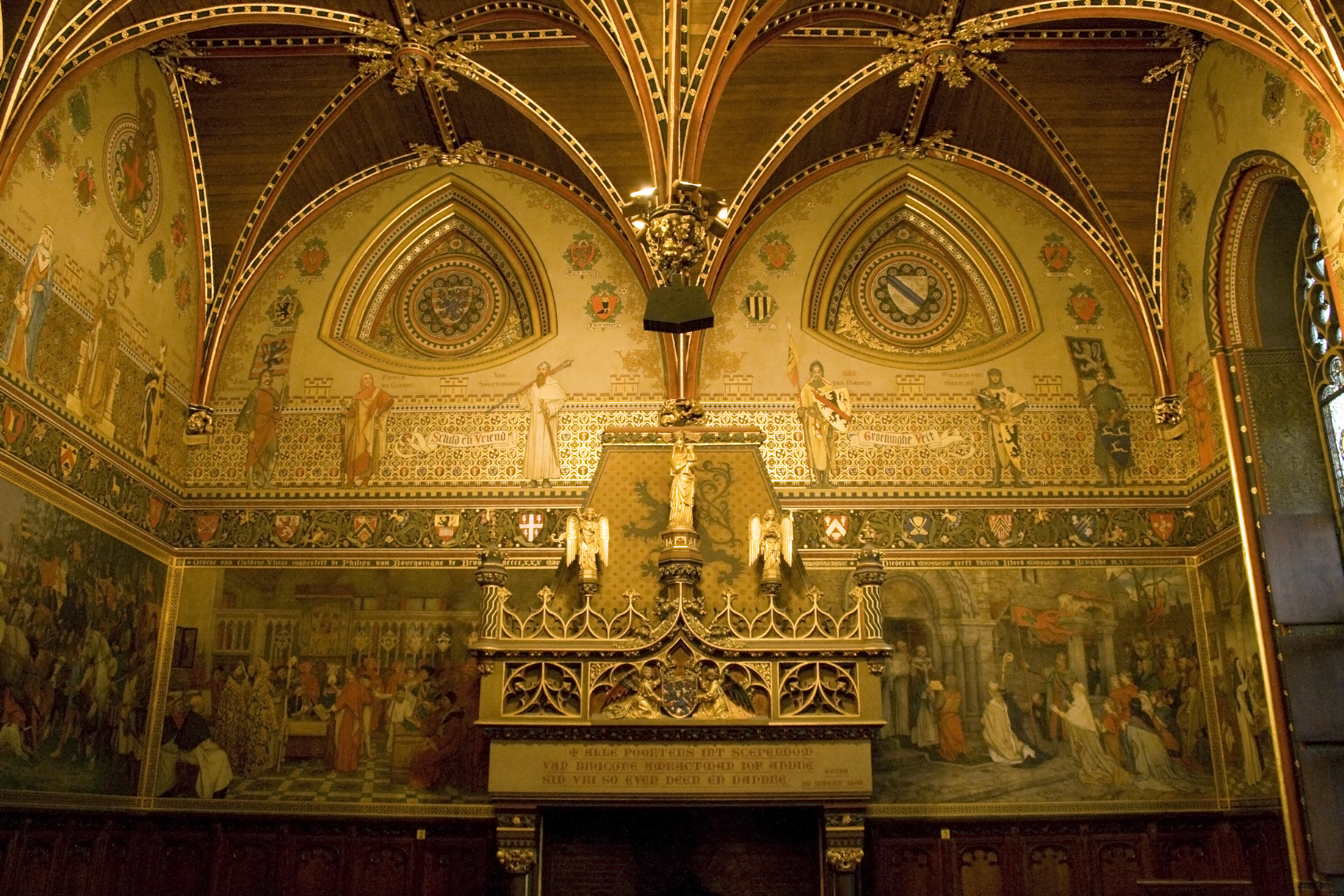
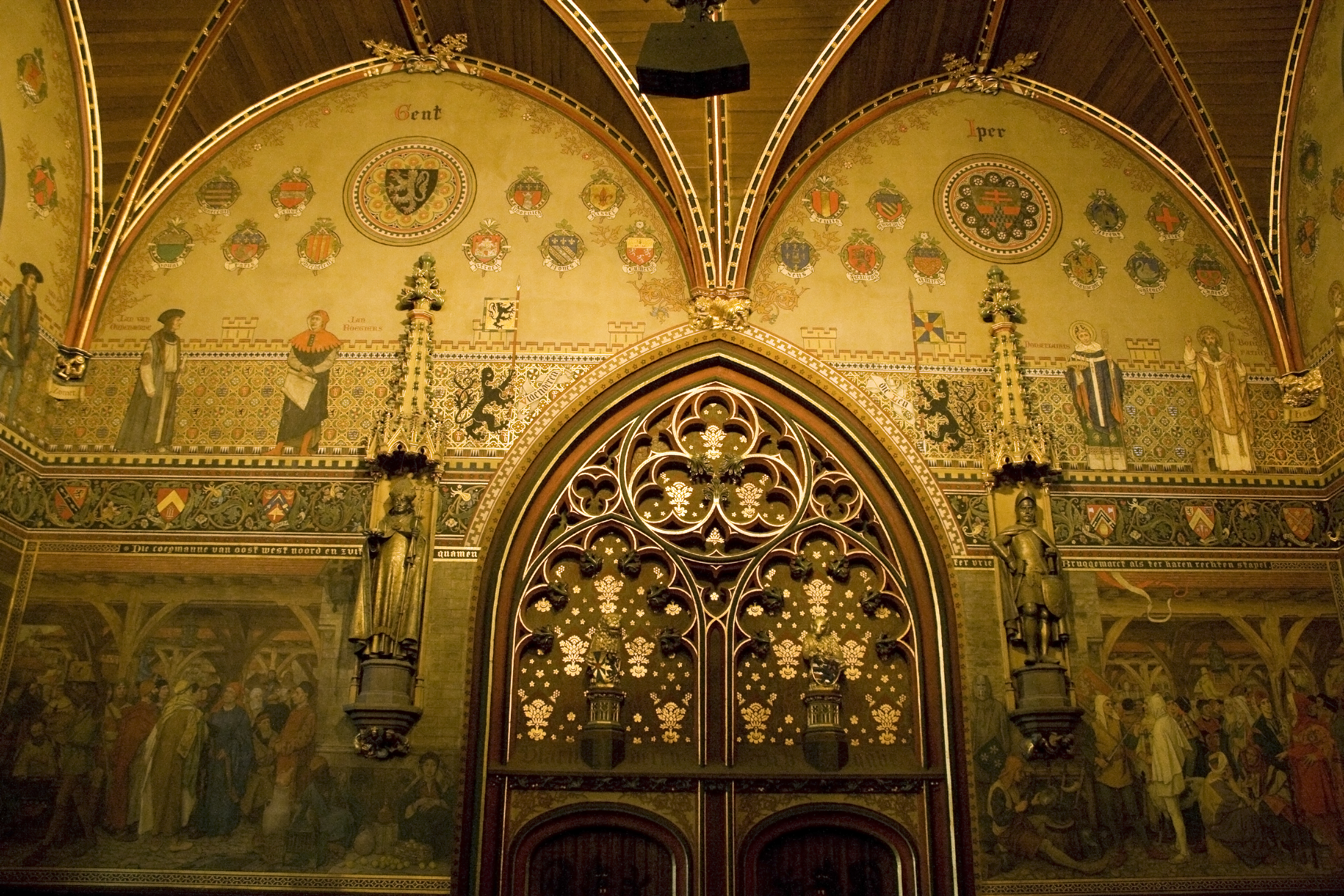
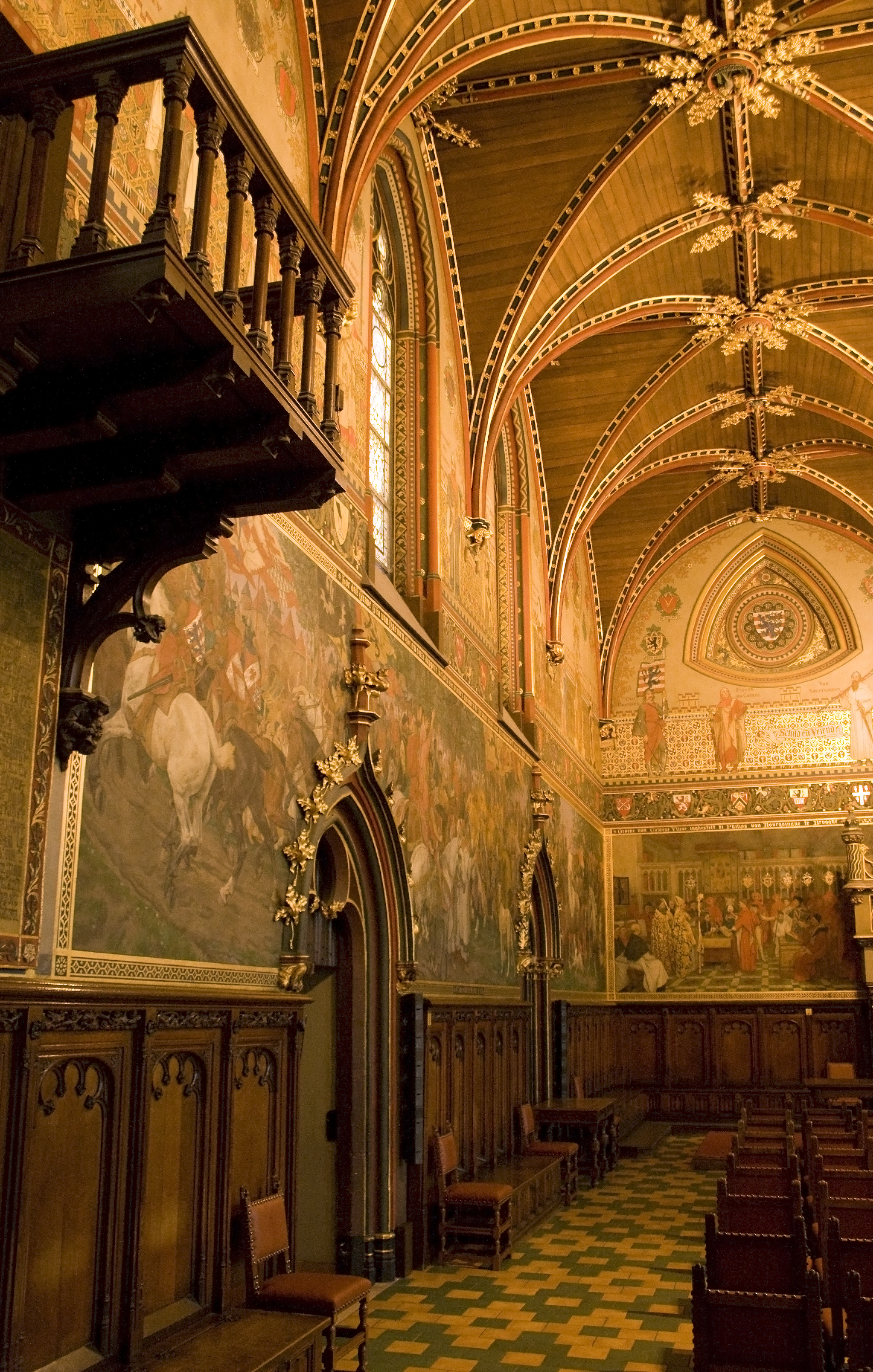
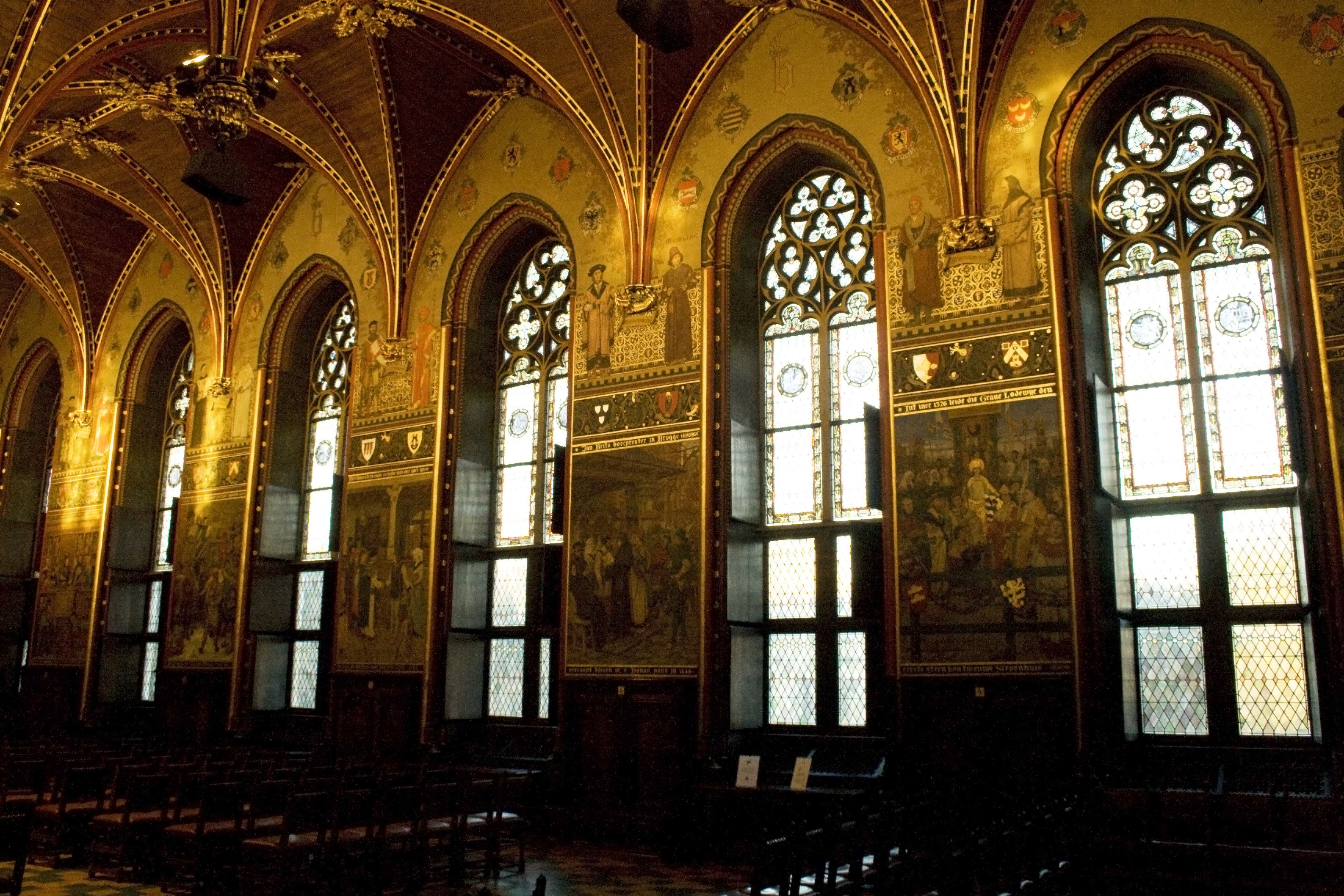